# 马图什基诺区
马图什基诺区（俄語：район Матушкино）是莫斯科泽列诺格勒行政区的一区，面积5.03平方公里，人口40,057人。